# 新乐乡 (石柱县)
新乐乡，是中华人民共和国重庆市石柱土家族自治县下辖的一个乡镇级行政单位，位于县境内东南部，东、南邻湖北省利川市文斗镇，西依洗新乡，北毗金竹乡，距县城83公里，平均海拔1050米。
乡内森林资源达70%以上，全乡的主要农作物有水稻、玉米等，特色产业有烤烟、马铃薯、中药材、高山水果、木本花卉、红薯和畜牧业。

## 行政区划
新乐乡下辖以下地区：
阳光村、新建村、九蟒村和红河村。